# Oiophysa paradoxa
Oiophysa paradoxa är en insektsart som beskrevs av Burckhardt 2009. Oiophysa paradoxa ingår i släktet Oiophysa och familjen Peloridiidae. Inga underarter finns listade i Catalogue of Life.